# 寶來里
寶來里是中華民國高雄市六龜區的一個里，荖濃溪與寶來溪的匯流處，西側、東北方與桃源區接壤，全里面積約為29.0149平方公里，為前往南橫公路的必經之地。寳來溫泉是本地著名景點。

## 歷史
寶來里原為布農族領域，清時客家人遷入。舊屬荖濃村，1953年寶來村設村，2010年高雄縣市合併後獨立成為寶來里。

## 教育
- 高雄市六龜區寶來國民小學[5]
- 高雄市立寶來國民中學[6]

## 特產
每年三、四月為寶來青梅的盛產期。寶來的地壤偏鹼性黏質，適合種植黑鑽石蓮霧，主要產期是在10月至5月。六龜是金煌芒果的原產地，寶來的芒果核果小、果肉厚、甜度高。